# Nörten-Hardenberg
Nörten-Hardenberg est une municipalité allemande du land de Basse-Saxe et l'arrondissement de Northeim.
Cette ville est jumelée avec Bondoufle, ville française située en Essonne.